# Kretskopplade nätverk
Kretskopplade nätverk är en typ av telenät där signaler mellan två abonnenter går via en uppkopplad kanal med konstant tidsfördröjning och bandbredd. Kretskopplade nätverk kan jämföras med ett järnvägsnät där förutbestämda turer knyter ihop olika stationer och där spåret används exklusivt för just det tåget vid den tidpunkten, och där inga köer kan inträffa i knutpunkter.
I det gamla elektromekaniska telefonnätet var ofta abonnenterna elektriskt sammankopplade med två koppartrådar så att de bildade en elektrisk krets, därav namnet kretskoppling. Med tiden introducerade förstärkare för att undvika dämpning, och frekvensdelningssmultiplex (FDM) för att möjliggöra många samtal över samma ledning, men användarna upplevde det som att terminalerna var elektriskt sammankopplade. I moderna digitala telefonnät används tidsdelningsmultiplex (TDM), men tekniken kallas ändå kretskoppling, eftersom bitöverföringshastigheten och tidsfördöjningen är konstant under ett samtal.
Exempel på kretskopplade nätverk och protokoll är det vanliga telefonnätet, äldre mobilnätverk, ISDN:s B-kanal, SDH och det numera avvecklade DATEX-nätet. I datornätverk sker kretskoppling på lager 1 i OSI-modellen, det fysiska lagret. Serieporten (RS-232) är därför kretskopplad. Förr användes kretskoppling för att ansluta teletype-terminaler och videoterminaler till en central dator, eventuellt via en kretskopplad terminalväxel. 
Kretskoppling står i motsatsställning till paketförmedlande nätverk, som används i moderna datornätverk, och hanteras på lager 2 eller högre i OSI-modellen. Paketförmedlade tillämpningar som IP-telefoni och IP-TV har successivt ersatt kretskopplade tillämpningar såsom konventionell telefoni och kabel-TV. Vid paketförmedling varierar tidsfördröjning och genomströmningshastighet.

## Virtuell kretskoppling
Virtuellt kretskopplade nätverk är en form av paketförmedlande nätverk, som har vissa likheter med kretskoppling. I likhet med kretskopplade nätverk levereras datat i ordning, och har ett uppkopplingsförfarande innan nyttodata kan överföras. 
Virtuellt kretskoppling på OSI-nivå 2 och 3 är förbindelseorienterad. Dataströmmar mellan två noder går således en förutbestämd väg som har satts upp i förväg under en uppkopplingsfas. Emellertid kan tidsfördröjning och bitöverföringshastighet variera, varför detta inte är kretskoppling. Vissa virtuellt kretskopplade nät kan garantera QoS, till exempel möjliggöra konstant tidsfördröjning och bitöverföringshastighet till tillämpningar som behöver det. Virtuell kretskoppling står i motstatsställning till datagram-nätverk, som också är paketförmedlande, men inte är förbindelseorienterade. 
Virtuell kretskoppling skiljer sig från datagramnätverk, exempelvis konventionella IP-nätverk, som också är paketförmedlade, men inte är förbindelseorienterade. I datagramnät kan datat levereras i fel ordning.
Virtuellt kretskopplade nätverk används i icke IP-baserade äldre datornätverk, men även i icke-konventionella IP-nätverk med så kallad lager 3-switching. Exempel på virtuell kretskoppling är ATM och MPLS. Enligt en utökad definition som används i RFC-dokument är även TCP virtuellt kretskopplat, eftersom det innefattar en uppkopplingsfas och levererar en byteström till applikationsprogrammet, efter att ha sorterat paketen i rätt ordning. I det fallet kan dock olika paket gå olika väg genom nätet, och några QoS-garantier ges inte.
Ibland används begreppet även om lager 4, transport-lagret, och kallas då även kretsemulering (circuit emulation). Enligt en utökad definition som används i RFC-dokument är även transportprotokollet TCP virtuellt kretskopplat, eftersom det innefattar en uppkopplingsfas, eftersom det levererar en byteström till applikationsprogrammet, efter att ha sorterat paketen i rätt ordning. I fallet TCP kan dock olika paket gå olika väg genom nätet under en TCP-session, eftersom det underliggande lager 3-nätverket är ett IP-nätverk, vilket inte är förbindelseorienterat..